# Les Aynans
Les Aynans est une commune française située dans le département de la Haute-Saône, en Franche-Comté, dans la région administrative Bourgogne-Franche-Comté.

## Géographie
Le territoire communal s'étale sur 776 hectares, dont 112 de forêt de futaie, hêtres et chênes. Ces hectares sont relativement plats à la seule exception d'une bute au nord-est du finage et une bande pentue dans le sud-est. La vallée de l'Ognon est en dessous de celle-ci. La commune repose sur le bassin houiller keupérien de Haute-Saône.

### Géologie
Le territoire communal repose sur le gisement de schiste bitumineux de Haute-Saône daté du Toarcien.

### Hydrographie
Du nord au sud s'écoule l'Ognon. Celui-ci prend les eaux des ruisseaux suivants ; le principal est le Rahin venu du l'est. À l'ouest, le ruisseau du Pontcey s'écoule dans l'axe nord-sud.

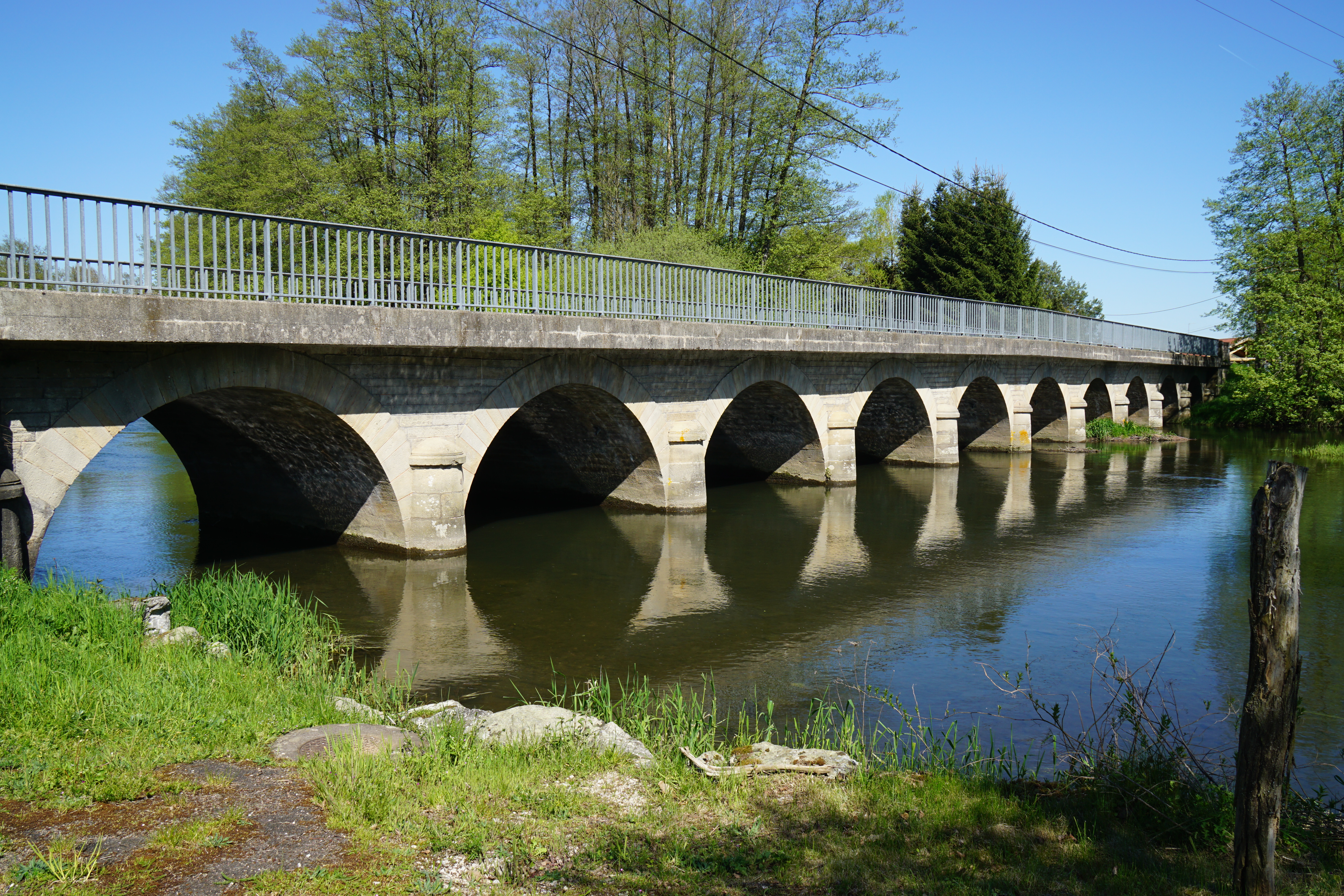
Pont sur l'Ognon.
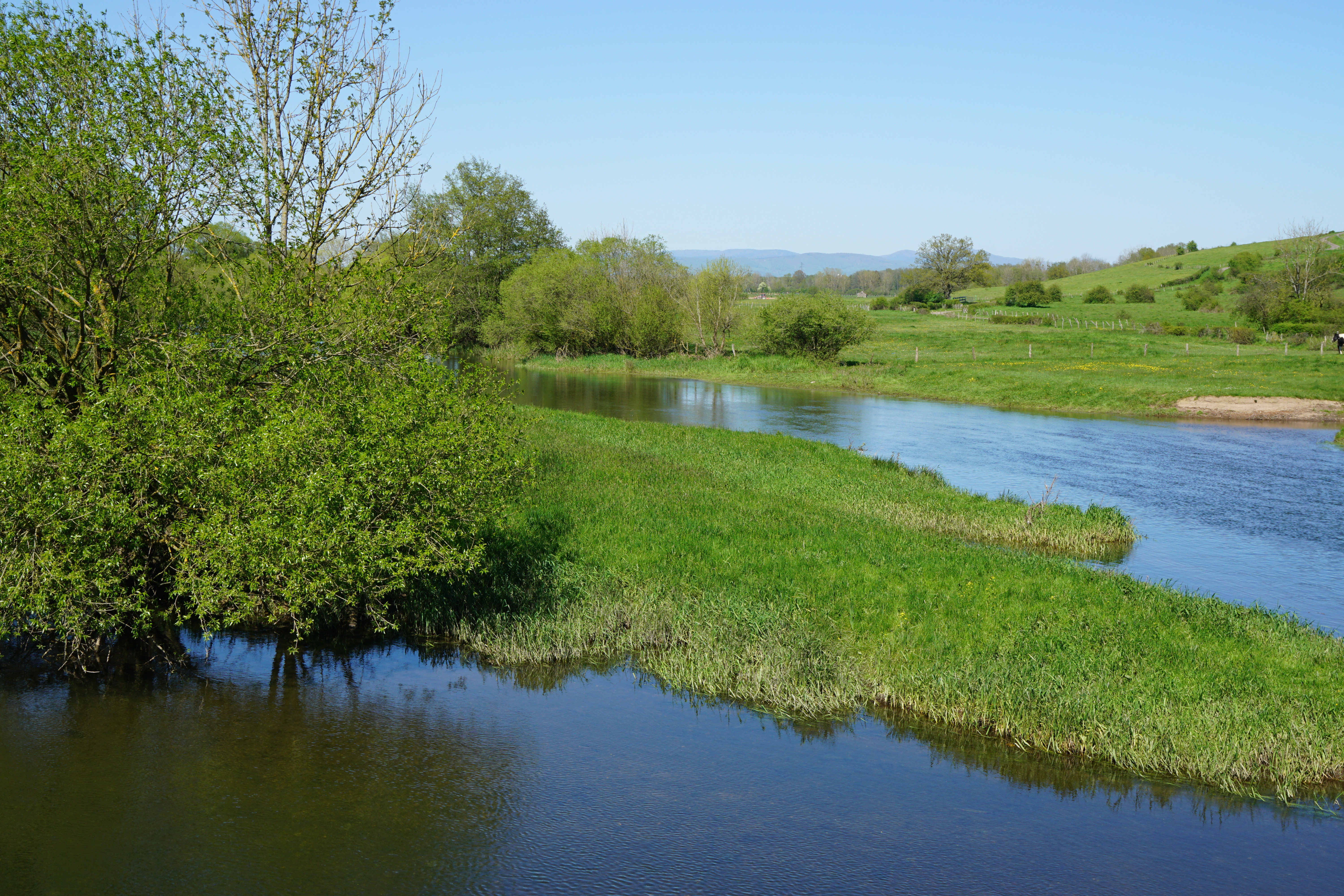
L'Ognon après la confluence avec le Rahin.
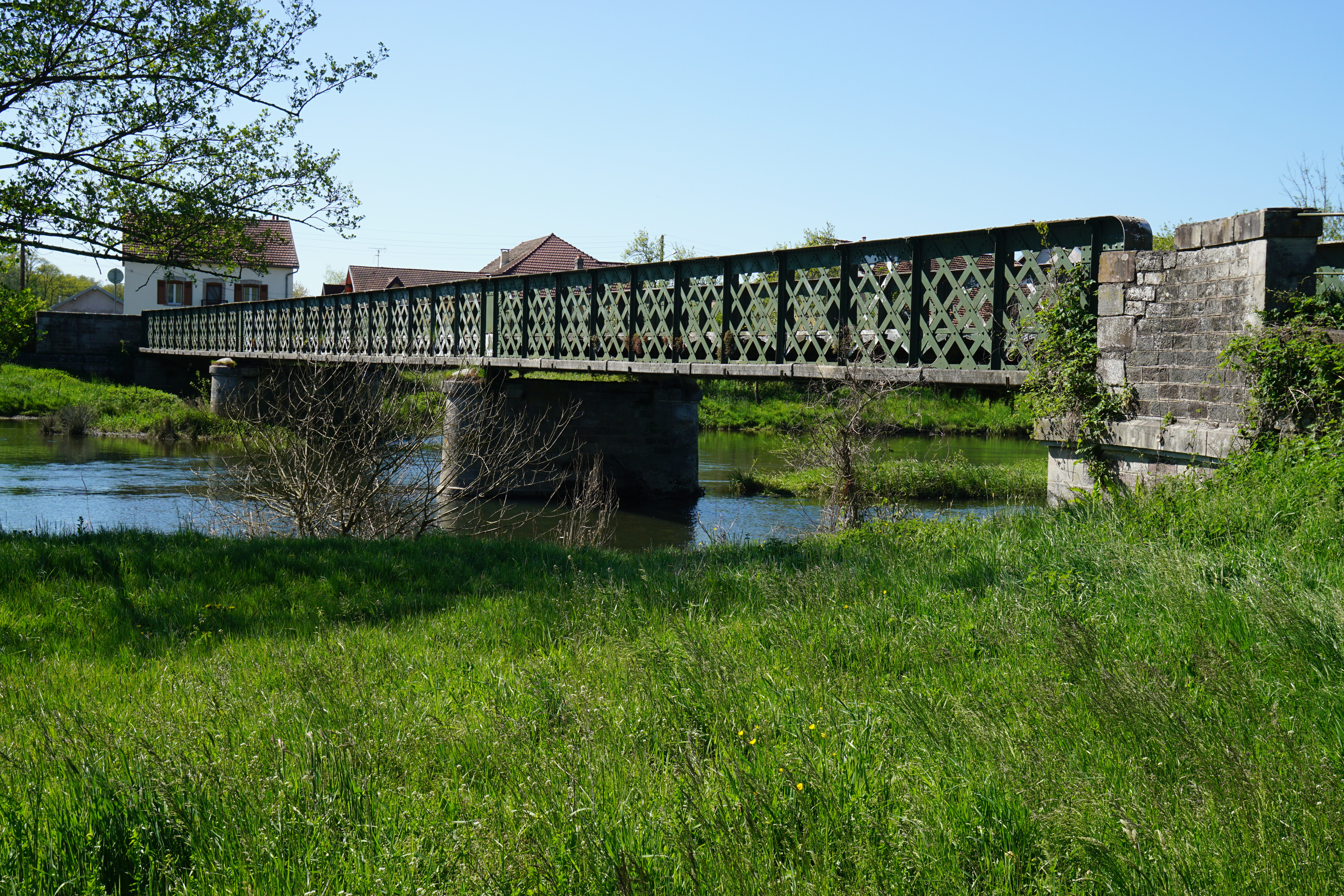
Pont métallique.

### Climat
Pour des articles plus généraux, voir Climat de la Bourgogne-Franche-Comté et Climat de la Haute-Saône.
En 2010, le climat de la commune est de type climat des marges montargnardes, selon une étude du Centre national de la recherche scientifique s'appuyant sur une série de données couvrant la période 1971-2000. En 2020, Météo-France publie une typologie des climats de la France métropolitaine dans laquelle la commune est exposée à un climat semi-continental et est dans la région climatique  Lorraine, plateau de Langres, Morvan, caractérisée par un hiver rude (1,5 °C), des vents modérés et des brouillards fréquents en automne et hiver. 
Pour la période 1971-2000, la température annuelle moyenne est de 10,1 °C, avec une amplitude thermique annuelle de 17,3 °C. Le cumul annuel moyen de précipitations est de 1 120 mm, avec 13,6 jours de précipitations en janvier et 10,3 jours en juillet. Pour la période 1991-2020, la température moyenne annuelle observée sur la station météorologique de Météo-France la plus proche, « Villersexel Sa », sur la commune de Villersexel à 8 km à vol d'oiseau, est de 10,8 °C et le cumul annuel moyen de précipitations est de 1 037,9 mm. 
La température maximale relevée sur cette station est de 38,4 °C, atteinte le 8 août 2003 ; la température minimale est de −19,4 °C, atteinte le 20 décembre 2009,,. 
Les paramètres climatiques de la commune ont été estimés pour le milieu du siècle (2041-2070) selon différents scénarios d'émission de gaz à effet de serre à partir des nouvelles projections climatiques de référence DRIAS-2020. Ils sont consultables sur un site dédié publié par Météo-France en novembre 2022.

## Urbanisme

### Typologie
Au 1er janvier 2024, Les Aynans est catégorisée commune rurale à habitat dispersé, selon la nouvelle grille communale de densité à sept niveaux définie par l'Insee en 2022.
Elle est située hors unité urbaine. Par ailleurs la commune fait partie de l'aire d'attraction de Lure, dont elle est une commune de la couronne,. Cette aire, qui regroupe 33 communes, est catégorisée dans les aires de moins de 50 000 habitants,.

### Occupation des sols
L'occupation des sols de la commune, telle qu'elle ressort de la base de données européenne d’occupation biophysique des sols Corine Land Cover (CLC), est marquée par l'importance des territoires agricoles (77,2 % en 2018), en diminution par rapport à 1990 (79,2 %). La répartition détaillée en 2018 est la suivante : 
prairies (30,4 %), zones agricoles hétérogènes (28,7 %), terres arables (18,2 %), forêts (16,7 %), zones urbanisées (6,1 %). L'évolution de l’occupation des sols de la commune et de ses infrastructures peut être observée sur les différentes représentations cartographiques du territoire : la carte de Cassini (XVIIIe siècle), la carte d'état-major (1820-1866) et les cartes ou photos aériennes de l'IGN pour la période actuelle (1950 à aujourd'hui).

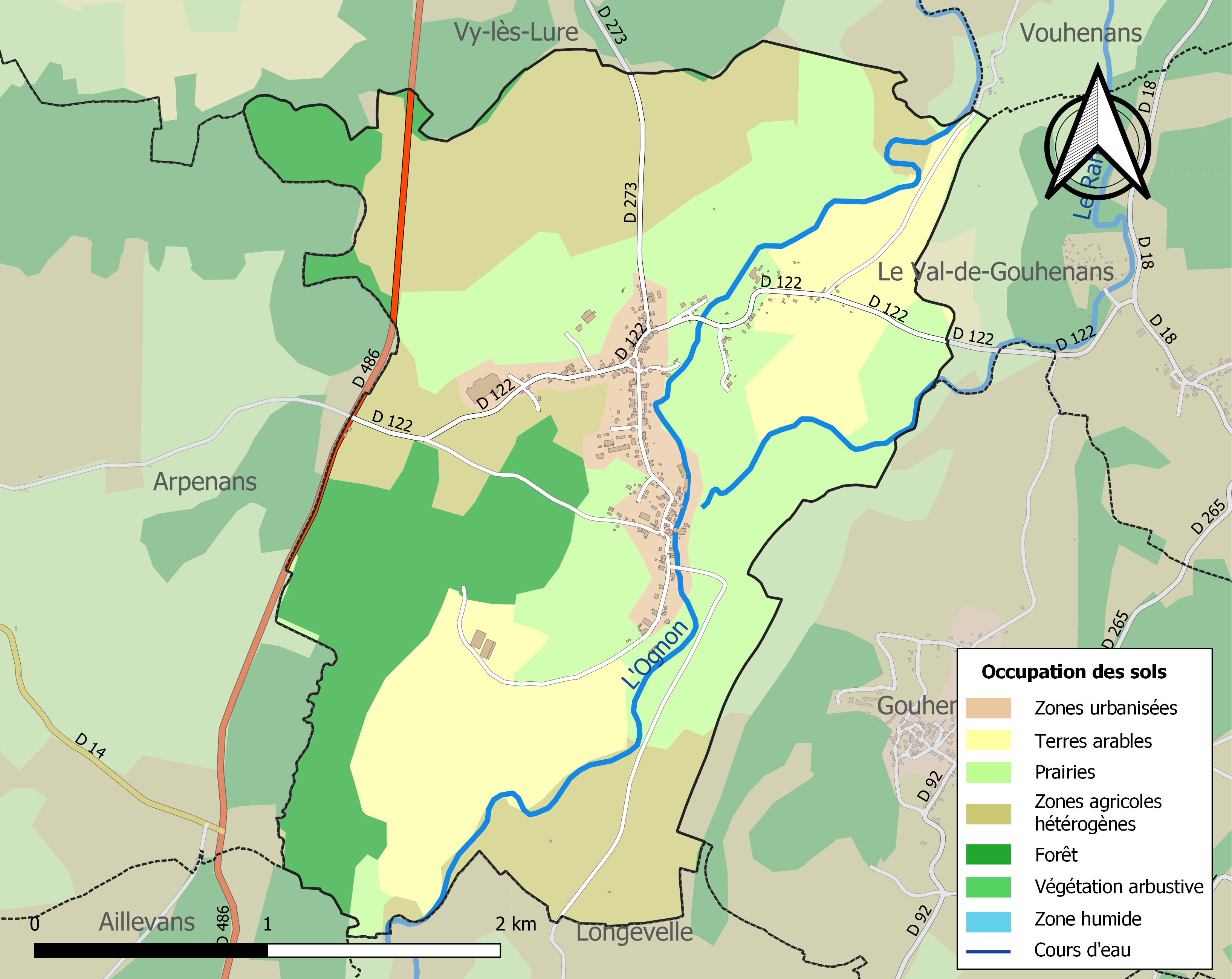
Carte des infrastructures et de l'occupation des sols de la commune en 2018 (CLC).

### Projet d'aménagement et paysage
La commune fait partie du plan local d'urbanisme intercommunal (PLUi) de la communauté de communes du pays de Lure (CCPL), document d'urbanisme de référence pour la commune et toute l'intercommunalité approuvé le 26 juin 2018. Les Aynans fait également partie du SCOT du pays des Vosges saônoises, un projet de territoire visant à mettre en cohérence l'ensemble des politiques sectorielles, notamment en matière d’habitat, de mobilité, d’aménagement commercial, d’environnement et de paysage.

## Toponymie
Le nom de la localité est attesté en 1145 sous la forme Aynans, puis en 1307 Haignens, ensuite Haignens en 1308, Aynans-Dessus et en même temps Aynans dessous. Viennent plus tardivement Les Deux Aynans en 1770, d'après un édit. On comprend ainsi le nom que porte aujourd'hui la commune devenue alors Les Aynans.
Le premier élément Ayn- s'explique vraisemblablement par l'anthroponyme germanique Haginus, très fréquemment représenté dans la toponymie au Moyen Âge. La finale -ans résulte de l'évolution romane du suffixe -ingos, issu du germanique -ingen.

## Histoire
Jadis, le village formais deux sections distinctes ; Aynans-Dessus plus dans le nord, et Aynans-Dessous au sud, ce qui explique la toponymie. Pendant les guerres avec les confédérés[Quoi ?] avec le duc Eudes IV de Bourgogne, le village des Aynans est incendié par les sires de Faucogney en 1346[réf. nécessaire].
Un gîte houiller est découvert à proximité du village de Gouhenans en 1819. La concession des houillères comprenant une partie du territoire communal est accordée le 30 juillet 1828.

## Politique et administration

### Rattachements administratifs et électoraux

Carte départementale représentant en rouge la communauté de communes du Pays de Lure.

La commune fait partie de l'arrondissement de Lure du département de la Haute-Saône. Pour l'élection des députés, elle fait partie de la deuxième circonscription de la Haute-Saône.
Elle faisait partie de 1801 à 1985 du canton de Lure.  Celui-ci a été scindé par le décret du 31 janvier 1985 et la commune rattachée au canton de Lure-Sud. Dans le cadre du redécoupage cantonal de 2014 en France, la commune fait désormais partie du canton de Lure-2.
La commune des Aynans fait  partie du ressort du tribunal d'instance, du conseil de prud'hommes et du tribunal paritaire des baux ruraux de Lure, du tribunal de grande instance, du tribunal de commerce et de la cour d'assises de Vesoul, du tribunal des affaires de Sécurité sociale du Territoire de Belfort et de la cour d'appel de Besançon.
Dans l'ordre administratif, elle relève du tribunal administratif de Besançon et de la cour administrative d'appel de Nancy,.

### Intercommunalité
Le village fait partie de la communauté de communes du Pays de Lure, intercommunalité créée en 1998.

### Liste des maires

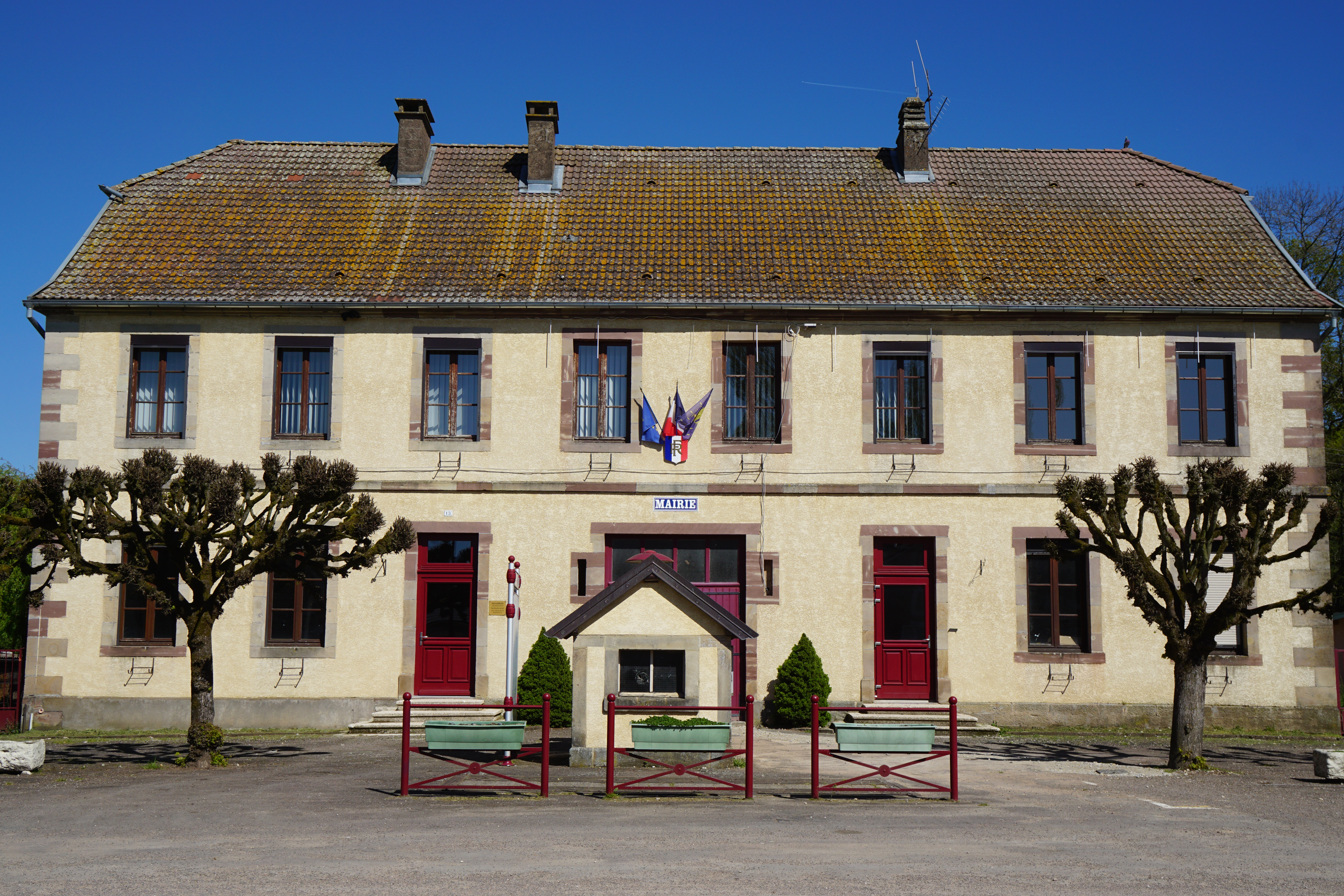
La mairie.

| Période                                  | Période                   | Identité          | Étiquette | Qualité                                           |
| ---------------------------------------- | ------------------------- | ----------------- | --------- | ------------------------------------------------- |
| Les données manquantes sont à compléter. |                           |                   |           |                                                   |
| mars 2001                                | mars 2001                 | Claudine Lamboley |           |                                                   |
| mars 2008                                | mars 2014                 | Patrick Jouguelet |           |                                                   |
| mars 2014,                               | En cours (au 2 juin 2020) | Gilles Marsot     |           | Exploitant agricoleRéélu pour le mandat 2020-2026 |

## Démographie
L'évolution du nombre d'habitants est connue à travers les recensements de la population effectués dans la commune depuis 1793. Pour les communes de moins de 10 000 habitants, une enquête de recensement portant sur toute la population est réalisée tous les cinq ans, les populations de référence des années intermédiaires étant quant à elles estimées par interpolation ou extrapolation. Pour la commune, le premier recensement exhaustif entrant dans le cadre du nouveau dispositif a été réalisé en 2006.

En 2022, la commune comptait 360 habitants, en évolution de +6,51 % par rapport à 2016 (Haute-Saône : −1,4 %, France hors Mayotte : +2,11 %).
| 1793 | 1800 | 1806 | 1821 | 1831 | 1836 | 1841 | 1846 | 1851 |
| ---- | ---- | ---- | ---- | ---- | ---- | ---- | ---- | ---- |
| 429  | 476  | 463  | 484  | 600  | 645  | 634  | 647  | 652  |

| 1856 | 1861 | 1866 | 1872 | 1876 | 1881 | 1886 | 1891 | 1896 |
| ---- | ---- | ---- | ---- | ---- | ---- | ---- | ---- | ---- |
| 573  | 565  | 566  | 585  | 563  | 562  | 514  | 517  | 509  |

| 1901 | 1906 | 1911 | 1921 | 1926 | 1931 | 1936 | 1946 | 1954 |
| ---- | ---- | ---- | ---- | ---- | ---- | ---- | ---- | ---- |
| 530  | 557  | 536  | 503  | 409  | 400  | 377  | 379  | 346  |

| 1962 | 1968 | 1975 | 1982 | 1990 | 1999 | 2006 | 2011 | 2016 |
| ---- | ---- | ---- | ---- | ---- | ---- | ---- | ---- | ---- |
| 351  | 349  | 338  | 314  | 303  | 312  | 297  | 344  | 338  |

| 2021 | 2022 | - | - | - | - | - | - | - |
| ---- | ---- | - | - | - | - | - | - | - |
| 362  | 360  | - | - | - | - | - | - | - |

## Économie
Le village dépendant économiquement du centre urbain de Lure.

## Culture locale et patrimoine

### Lieux et monuments
L'église, reconstruite en 1846, a un clocher carré au toit bulbeux, couronné par une lanterne. Il contient une cloche de 1789.

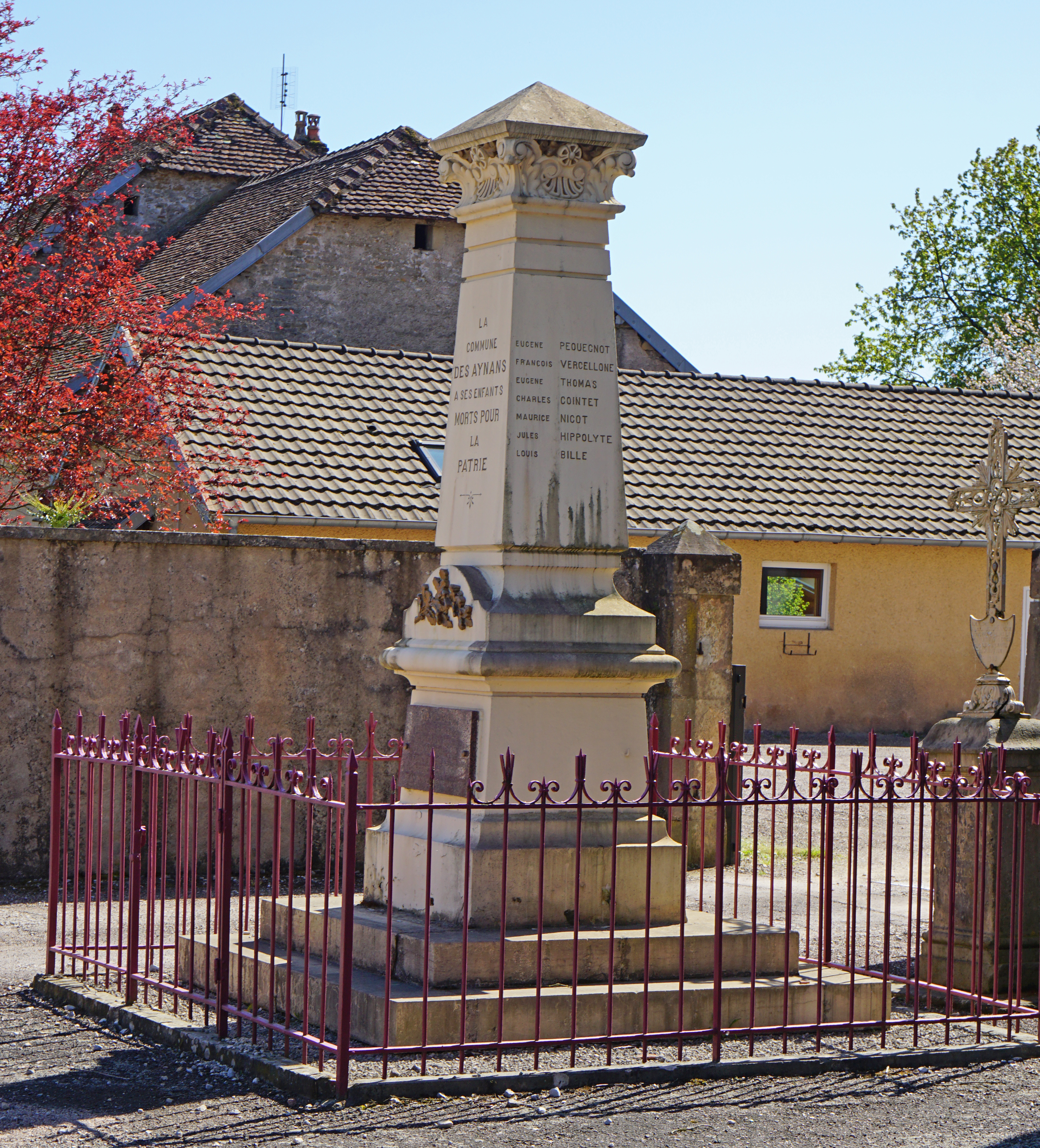
Monument aux morts.
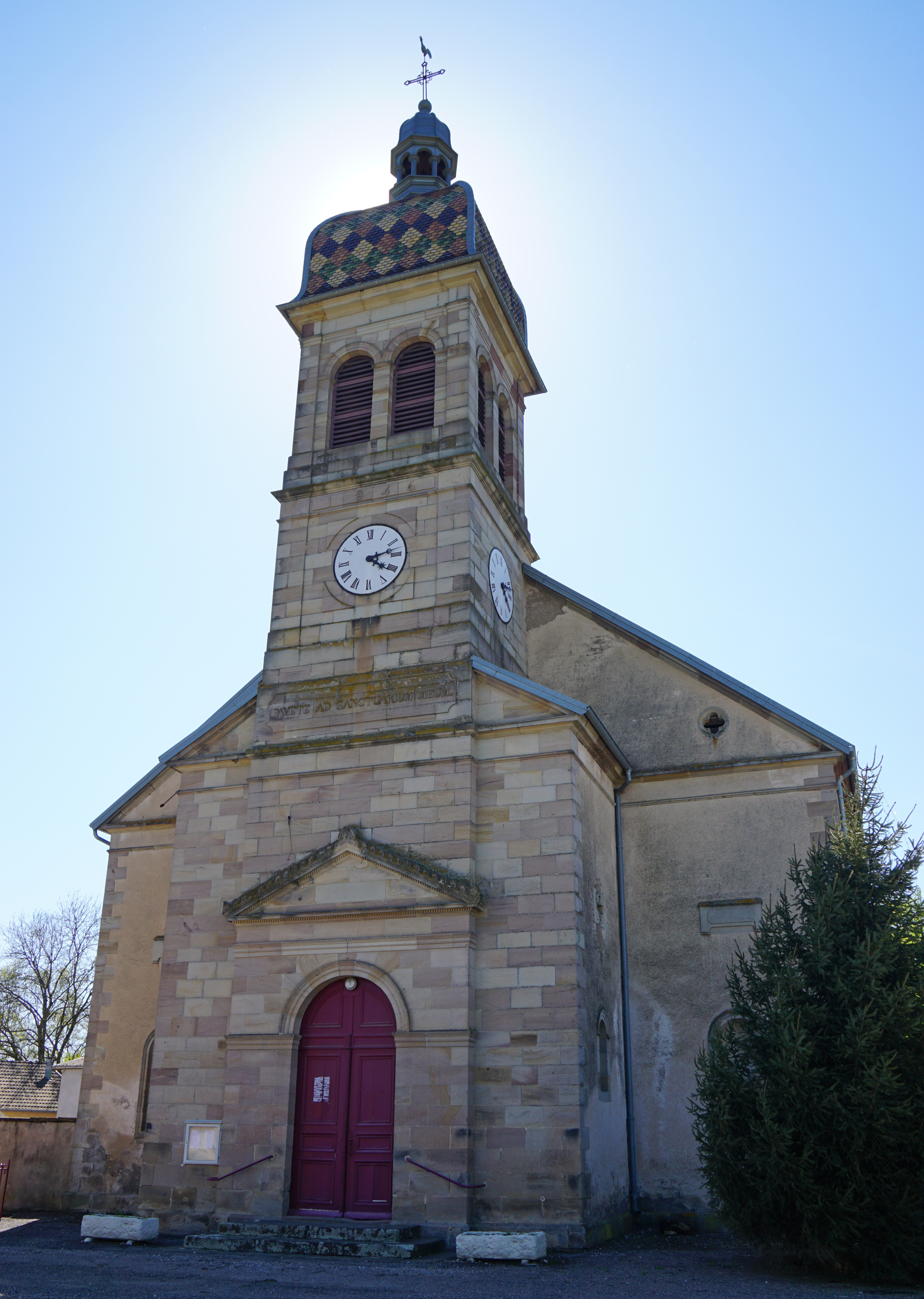
L'église.
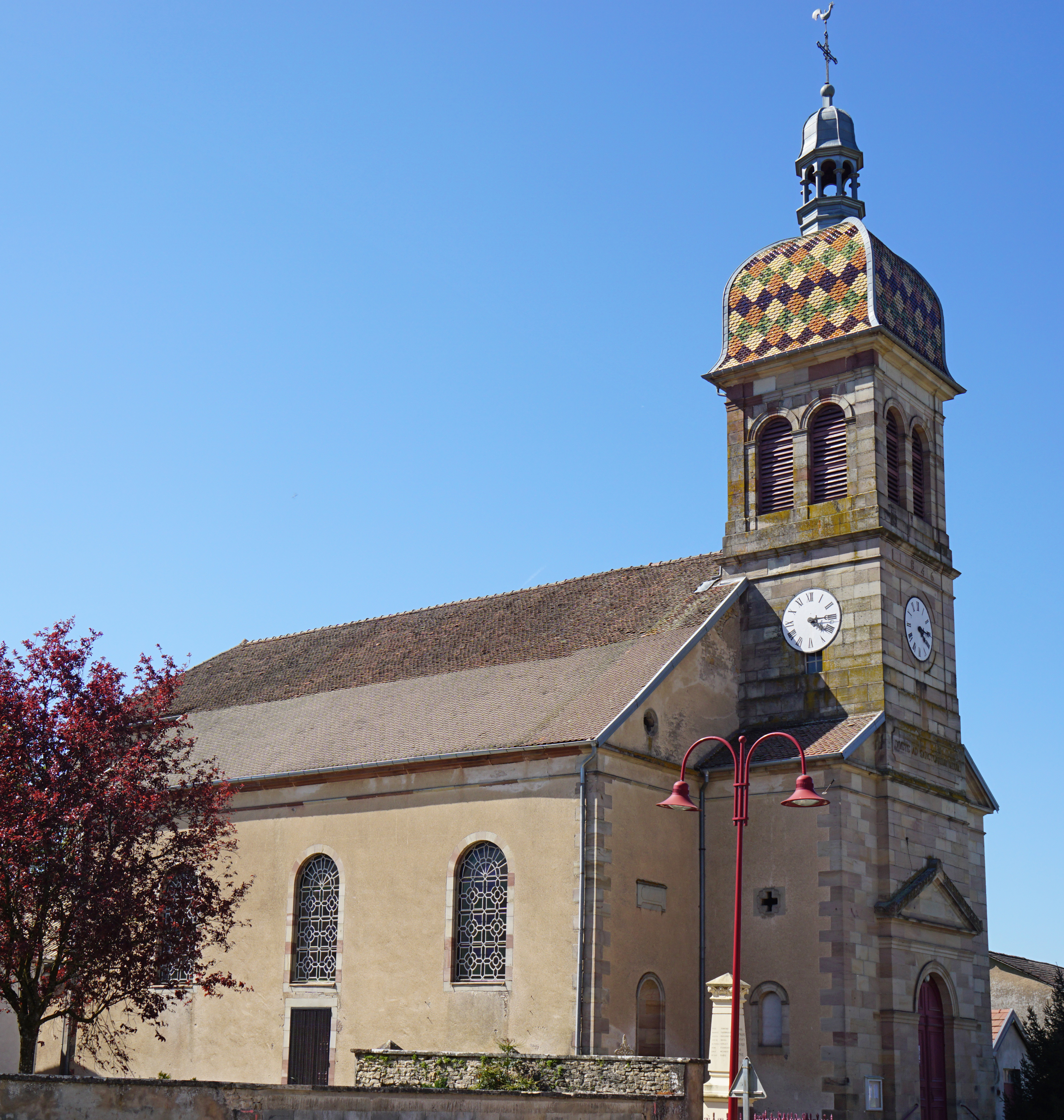
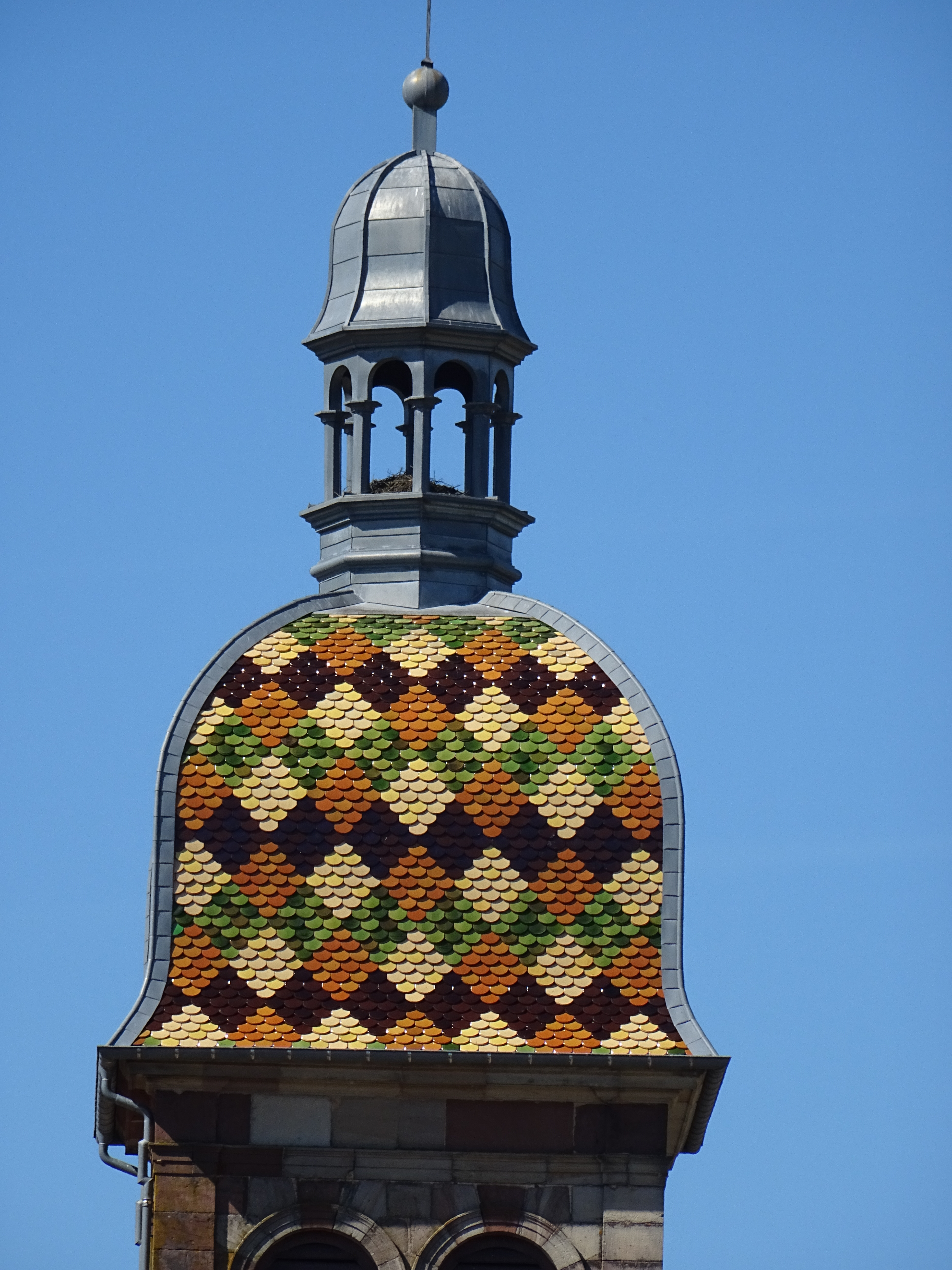

### Héraldique
|  | Les armes de la ville se blasonnent ainsi : De sinople au lambel à l'antique d'argent. |